# Palacio de Equísoain
El Palacio de Equísoain es un edificio residencial señorial, palacio cabo de armería, ubicado en Ibargoiti (Navarra, España) construido a principios del siglo XV, durante el reinado de Carlos III de Navarra. Según algunos autores, «constituye uno de los ejemplos más reveladores de la renovación arquitectónica residencial producida en el reino de Navarra durante el primer tercio del siglo XV como consecuencia del impacto de las grandes residencias encargadas por Carlos III el Noble (1387-1425)»,una «interesante construcción», «típico ejemplar de palacio gótico fortificado del siglo XV.» También es denominado más ocasionalmente como Torre de Equísoain.

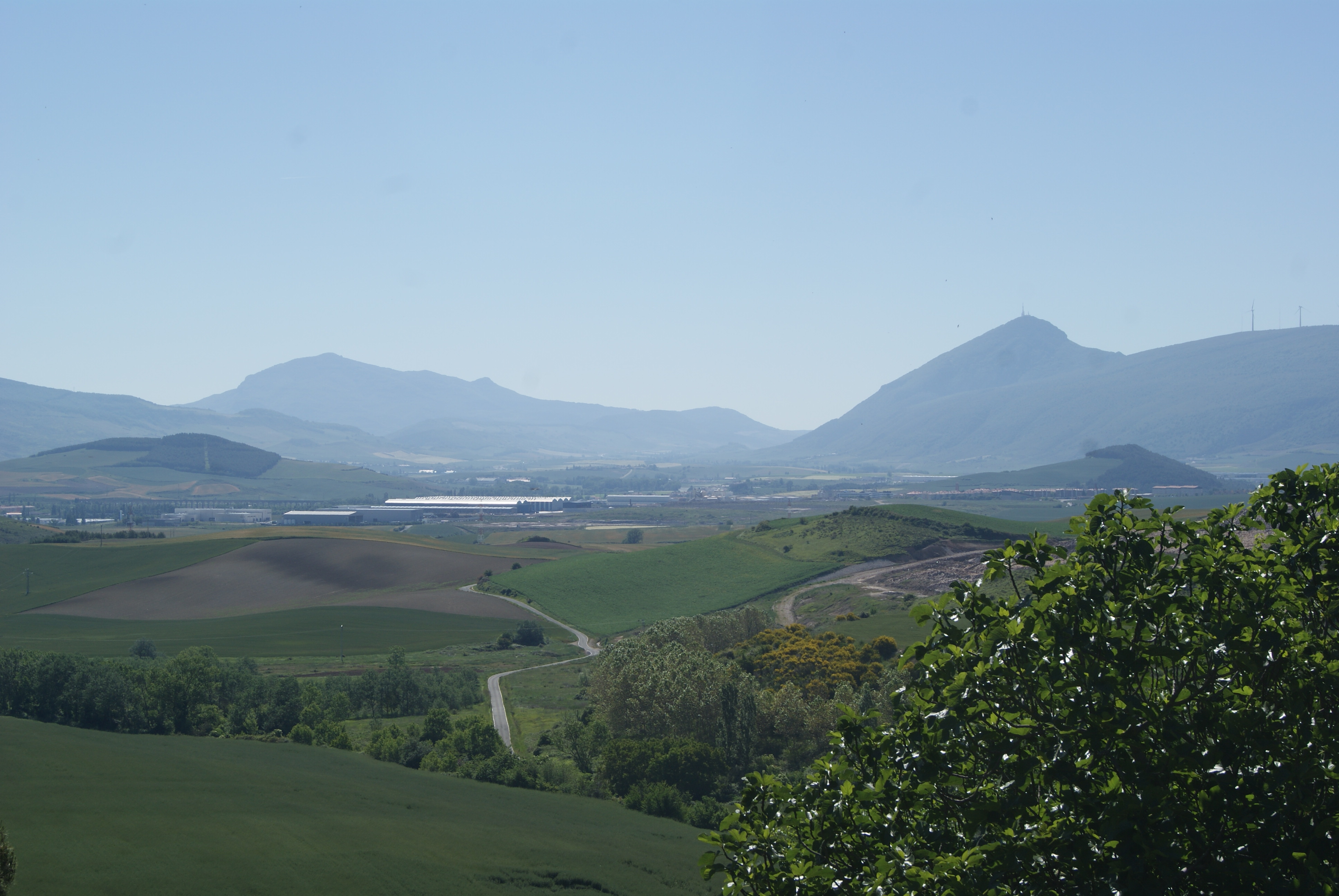
Vista Izagaondoa, Higa de Monreal y Sierra de Alaiz (a la derecha) desde Esparza de Galar

## Contexto geográfico
Emplazado en el valle de Ibargoiti, en la Merindad de Sangüesa, en la falda sureste de la Higa de Monreal, al oeste de Salinas de Ibargoiti y a 3 km al sur de Monreal, apartado de las vías más transitadas y formando linde con el desolado de Necola y con el despoblado de Marsáin. Desde el lugar «se controla el camino que comunicaba éste con el valle de la Valdorba, zonas muy pobladas y de gran importancia económica en el momento de la construcción del palacio.»

## Contexto histórico
En la Gran Enciclopedia de Navarra señala algunos apuntes sobre este «caserío y antiguo lugar de señorío nobiliario», indicando que «fue donado por sus titulares (1301) a la abadía de Leire. Luego poseyeron también heredades en su término los Hospitalarios de San Juan de Jerusalén.»
En una fecha «previa a 1418, el monasterio de Leire dejó de ser propietario de Equísoain, como consecuencia de una operación destinada a consolidar la posición señorial de don Lancelot, hijo ilegítimo del rey Carlos III.» Esta operación consistió en una permuta, no muy ventajosa para Leire, «de una serie de iglesias a cambio de diez villas y lugares». Entre estas villas estaban Ororbia, Lizasoáin, Iza, Maquirriáin y Azpa (en la cuenca de Pamplona) así como Equísoain, Ardanaz de Izagaondoa, Echagüe, Idocin y Arzanegui (en los valles prepirenaicos). De hecho, el palacio de Arazuri se localiza muy cerca de tres de estas villas: Ororbia, Iza y Lizasoáin. Al mismo tiempo desde Equísoain visualmente se domina otras dos (Idocin y Arzanegui) y se encuentra cerca de Maquirriáin (Valdorba).
En época moderna (1513), «el señor de Equisoain figuraba ya en las cuentas de tesorería como remisionado del pago de cuarteles». Casi un siglo después, en 1609, Francés de Artieda, casado con María de Ozta, constaba como dueño del lugar y también como señor de Orcoyen. Hacia 1642 consta un pleito con el valle de Ibargoiti que les exigía 50 reales en concepto de cuarteles aunque estaba exento de los mismos. Para 1689 figuraba Joaquín Francisco Aguirre y Santa María como titular, siendo además «alcalde de casa y corte en Madrid», y su esposa Dionisia de Álava.

En el siglo XVIII formaba parte del patrimonio del marqués de Vesolla y conde de Ayanz. Así lo recogía el Diccionario Geográfico-Histórico de la Real Academia de la Historia publicado en 1802:
«Pertenece por compra al conde de Ayanz y tiene una iglesia de la advocación de Nuestra Señora del Rosario, servida por un cura. La población es de una casa útil y dos arruinadas, con 6 personas gobernadas por el diputado nombrado por el valle y por el regidor elegido entre sus vecinos»

## Descripción
En 1982 Julio Caro Baroja, en su tercer volumen dedicado a La Casa en Navarra, además de aportar un boceto de su mano, describía, y situaba, así esta construcción:

Salinas no es el pueblo más decaído del valle. Cerca queda un despoblado, Marsáin, y un caserío, Equísoain, que, como se ha visto, cuentan en 1366. También antes, en 1362, en que aparecen con algún pueblo más desaparecido, como Ciroz. En Equísoain, que está al Oeste de Salinas y al Sur de Monreal, hay una gran torre con un cuerpo cuadrangular adherido a ella, pero gótico también, con largas saeteras abajo y ventanas amaineladas encima. En 1802, se consideraba que aquí había una casa útil, dos arruinadas y seis personas y que pertenecía por compra al Conde de Ayanz.

En realidad la forma de torre y cuerpo unido nos hace recordar otras mansiones medievales de los valles ya recorridos. También del de Lónguida, donde está, precisamente la torre de Ayanz.

Durante estos últimos años del siglo XXI se han realizado «obras de consolidación y adecuación» financiadas principalmente por su propietarios y con «pequeñas ayudas, muy concretas y limitadas, de la administración foral de Navarra en los años 2007 y 2008.»
Como parte de estas tareas se realizó el estudio histórico-artístico que ha servido para definir la fecha de construcción así como la tipología empleada. Para 1421 ya se había terminado puesto que «en la clave central de la puerta principal del edificio aparece una inscripción medieval: "Martín de Grecyeta me fecit, Deo Christo". Martín de Grecyeta era un cantero (maestro mazonero) que anteriormente había trabajado en el Palacio Real de Olite.»
Por su tipología «el palacio responde a la tradición señorial navarra y sus soluciones arquitectónicas se relacionan directamente con el palacio de Arazuri, que pertenecía al probable promotor de Equísoain, don Lancelot de Navarra, si bien muestra conexiones con otros edificios propiedad de la nobleza beaumontesa, como el palacio de Artieda y la torre de Olcoz, vinculados familiarmente o por cercanía» con esta edificación.